# ハーデンベルギア属
ハーデンベルギア属とはマメ科の属の1つ。学名はHardenbergia。
つる性でオーストラリア、タスマニアに3種程度が分布する。

## 主な種
コマチフジ (H. violacea)
和名のコマチフジよりハーデンベルギアと言うことが多い。常緑性。観賞用に栽培される。花期3〜5月頃で繁殖は5月頃に挿し木をするとよい。